# Étienne Delcambre
Pour les articles homonymes, voir Delcambre.
Étienne André Charles Marie Joseph Delcambre est un archiviste français né le 3 février 1897 à Séclin et mort le 18 août 1961 à Nancy.

## Biographie
Fils d'Anarchis Delcambre et d'Aline Masson, brasseurs à Seclin, il est élève de l'École nationale des chartes, où il obtient en 1924 le diplôme d'archiviste paléographe grâce à une thèse sur les relations de Philippe le Bel avec le Hainaut.
Il se marie le 23 mai 1924 à Clion-sur-Indre avec Marthe Pommeret (avec qui il aura trois enfants) et est nommé archiviste départemental de la Haute-Loire la même année. Il écrit de nombreux livres sur l'histoire du Velay, qui lui valent la médaille des antiquités de France en 1933 et le grand prix Gobert en 1939.
En 1943, il est muté aux archives départementales de Meurthe-et-Moselle. Là, il va s'intéresser à la sorcellerie qui sera l'objet de ses ouvrages de 1949 à 1951. Il reçoit le prix Erckmann-Chatrian en 1956 pour Elisabeth de Ranfaing.
Étienne Delcambre décède le 18 août 1961, après une longue maladie.

## Distinctions
- Chevalier de la Légion d'honneur (1952).

## Publications
- Les Relations de Philippe le Bel avec le Hainaut (1930)
- Le Pariage du Puy (1932)
- Le Consulat du Puy des origines à 1610 (1933)
- La Géographie du Velay, du pagus au comté et au bailliage (1937)
- Les États du Velay des origines à 1642 (1938)

- Prix Gobert 1939 de l’Académie des inscriptions et belles-lettres
- La Période du directoire de la Haute-Loire (1940)
- Les Commissariats de Montfleury et de Portal (1942)
- La Vie de la Haute-Loire sous le directoire (1943)
- Le Coup d'État du 18 fructidor an V et ses répercussions dans la Haute-Loire (1942)
- Initiation à la sorcellerie et au sabbat (1948)
- Le Concept de la sorcellerie dans le duché de Lorraine aux XVIe et au XVIIe siècle (1949)
- Les Maléfices et la vie supra-normale des sorciers (1949)
- Les Devins guérisseurs (1951)
- Un cas énigmatique de possession diabolique… Élisabeth de Ranfaing (1956) avec Jean Lhermitte
- Servais de Lairuelx, posthume (1964)